# Openluchtmuseum Bachten de Kupe

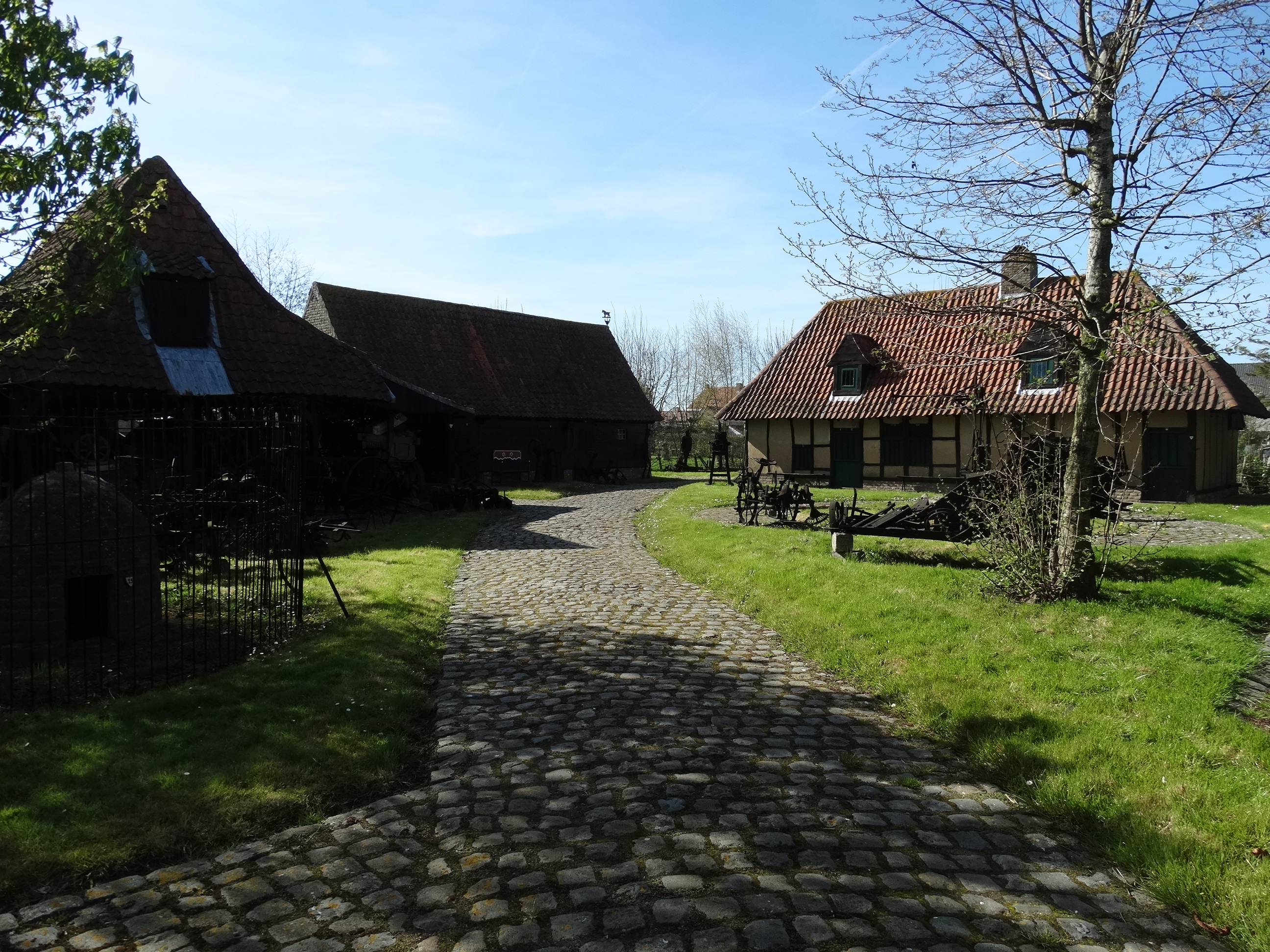
Gezicht op het boerderijcomplex in het Openluchtmuseum Bachten de Kupe.

Het Openluchtmuseum "Bachten de Kupe" is een openluchtmuseum in Izenberge in de gemeente Alveringem in West-Vlaanderen. Het wordt ook wel eens 'klein Bokrijk' genoemd.
Bachten de Kupe betekent in het West-Vlaams "achter de kuip", hiermee wordt het gebied ten westen van de rivier de IJzer aangeduid.
Het archief van Bachten de Kupe wordt sinds 2011 bewaard in het voormalig gemeentehuis van Oostduinkerke.

## Geschiedenis
Het museum werd opgebouwd sinds 1971. De belangrijkste stichters, conservators en ontwikkelaars van het heemkundig museum waren Marcel Messiaen (1921-2024), hoofdman van de heemkundige kring 'Bachten de Kupe' en Louis Van Heule (1910-1983), pastoor van Izenberge.
Het is een gereconstrueerd klein boerendorp, dat een beeld geeft van het leven in de Westhoek in het uiterste westen van België vanaf de zeventiende eeuw tot de eerste helft van de twintigste eeuw.
Het openluchtmuseum omvat 46 authentieke gebouwen: 
een schuur van 1759, uit Leisele; een boerenhuis van voor 1650, uit Beveren; een bakhuis van omstreeks 1800, uit Veurne; een wagenhuis van 1760, uit Hondschoote; stallen van 1780, uit Proven; arbeidershuisjes van 1770-1780, uit Krombeke/Oostvleteren; midden-19e-eeuwse smidse, uit Bambeke. Ook vindt men er een Houtlandse boerderij en twee rosmolens.
In augustus 2021 kwam een samenwerking tot stand met de gemeente Alveringem. Die leidde tot de instroom van tientallen vrijwilligers, die het museumdorp een opknapbeurt gaven en zorgden voor openstelling van Pasen tot november.